# 伙頭墳洲

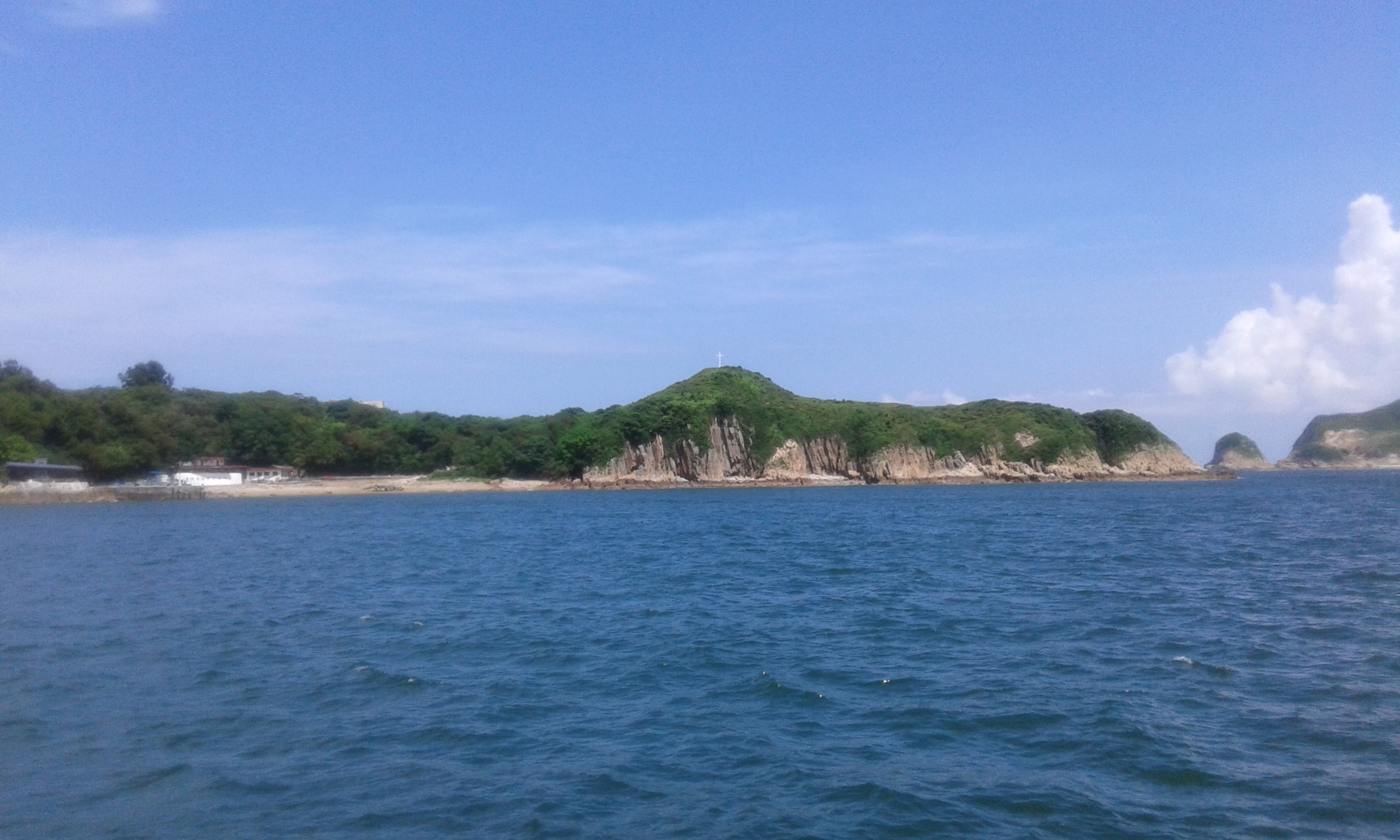
伙頭墳洲

伙头墳洲（英語：Town Island），原名叫虎頭墳洲，又名晨曦島，是一個位於香港東南西貢萬宜水庫對出水域的一個小島，屬甕缸群島的一部分。
位於伙頭墳洲及萬宜水庫所在的糧船灣洲之間，有一個燈塔，同時是福音戒毒所（晨曦島）的所在地。伙頭墳洲也被香港政府列為火石洲操炮區，未經許可不得進入。

## 福音戒毒中心
1960年代初，決心成立福音戒毒中心的陳保羅牧師在西貢遇見一位基督徒朋友，告訴他浪茄灣有一個棄置的村莊，是辦戒毒中心的好地方，他與當地村民商討，最後以每年100元租金借給他。1968年5月，浪茄灣福音戒毒中心正式誕生，後來白沙灣有一船廠倒閉，東主以很廉價把快艇售給戒毒中心。由於浪茄灣環境幽美，一直以來吸引到不少的英籍軍人攜帶親友，乘坐直升機或快艇去游泳及玩樂，甚至計劃在此興建俱樂部，戒毒中心表示反對後，彼此的衝突與矛盾不斷增加。最後在會督白約翰協調下，政府願意為戒毒中心預備地方。1976年戒毒中心選擇了西貢伙頭墳洲，並於10月11日遷入，晨曦島福音戒毒中心正式成立。2010年9月11日，陳保羅牧師於伊利沙伯醫院病逝，享年88歲。

## 太陽能發電
2012年10月30日，中華電力有限公司花費過千萬元，花了四年多時間的本港首個獨立運行大型可再生能源發電及儲能系統竣工，為設有戒毒中心的晨曦島帶來穩定供電。香港晨曦會總幹事葉陳幔利指，過往以柴油發電，不但成本貴，且發電機經常失靈，令雪櫃食物變壞，晚上亦須用火水燈照明。晨曦島工程剛竣工，共有672塊太陽能板、576組蓄電池及兩台風車，總發電量達192千瓦，足以燃點9,600個慳電膽，每年可減70,000公斤二氧化碳排放。

## 意外事故
2019年6月7日，伙頭墳洲發生蛇咬及交通意外，10時許，伙頭墳洲戒毒中心多名院友在島上山坡除草時，一條青竹蛇突然竄出，一名姓鍾（25歲）男院友猝不及防遭咬傷右腳腳趾，在場4名男院友見狀，隨即上前察看及協助報警，同時駕乘一輛三輪車，載同鍾擬落山往伙頭墳洲碼頭，再乘船將傷者送院救治。約半小時後，三輪車在行駛期間，懷疑意外失控撞向一草叢翻側，車上5人分別頭、手及膝部受傷。待援期間，其中一名姓吳（49歲）男子亦懷疑被蜜蜂叮到。水警及救援人員到場時五人仍然清醒，鍾及另一名姓徐（27歲）男子傷勢較重，需要由政府飛行服務隊直升機，吊送東區醫院救治，其餘傷者則由水警輪送返碼頭後，再由救護車送往將軍澳醫院。

## 公共交通
目前伙頭墳洲對外交通完全依靠來往西貢的街渡，有關渡輪服務由香港晨曦會提供，只在星期一至星期六對開2班，紅假日更全天不提供服務。

## 外部連結
- 香港晨曦會 （页面存档备份，存于）
- 香港晨曦會Facebook專頁
- Webshots > hiking & backpacking photos > 橫洲,伙頭墳洲(040711) （页面存档备份，存于）